# Litiumklorid
Litiumklorid är ett salt med den kemiska formeln LiCl. Litiumklorid är en utpräglad jonförening och Li+-jonens ringa storlek gör den mycket löslig i polära lösningsmedel (> 830 g/L vid 20 °C). I likhet med många andra salter är litiumklorid hygroskopiskt.

## Egenskaper

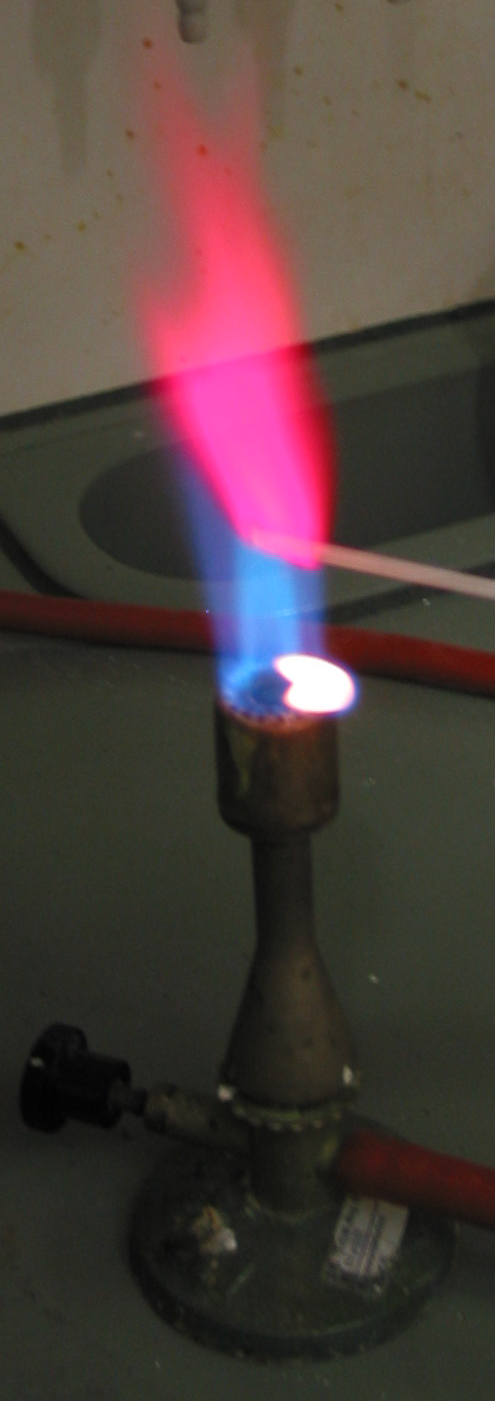
Färg som uppstår när litiumklorid hettas upp

Litiumklorid bildar kristallina hydrater, till skillnad från de andra alkalimetallkloriderna. Mono-, tri- och pentahydrater är kända. Det vattenfria saltet kan regenereras genom upphettning av hydraterna. LiCl absorberar också upp till fyra ekvivalenter ammoniak/mol. Som med alla andra jonklorider kan lösningar av litiumklorid fungera som en källa till kloridjon, till exempel bilda en fällning vid behandling med silvernitrat:
LiCl + AgNO3  →  AgCl + LiNO3

## Framställning
Litiumklorid framställs genom behandling av litiumkarbonat med saltsyra. Vattenfri LiCl framställs från hydratet genom upphettning i en ström av väteklorid.

## Användning

### Kommersiell användning
Litiumklorid används huvudsakligen för produktion av litiummetall genom elektrolys vid 450 °C av en LiCl/KCl-smälta. LiCl används också som lödflöde för aluminium i bildelar. Det används som torkmedel för torkning av luftströmmar. I mer specialiserade applikationer finner litiumklorid viss användning i organisk syntes, till exempel som tillsats i Stille-reaktionen. I biokemiska applikationer kan den också användas för att fälla ut RNA från cellulära extrakt.
Litiumklorid används också som flamfärgämne inom pyroteknik för att producera mörkröda lågor.

### Nischanvändning
Litiumklorid används som en relativ fuktighetsstandard vid kalibrering av hygrometrar. Vid 25 °C kommer en mättad lösning (45,8 procent) av saltet att ge en jämvikt relativ fuktighet på 11,30 procent. Dessutom kan litiumklorid användas som hygrometer. Detta deliquescentsalt bildar en självlösning när det utsätts för luft. Jämvikts-LiCl-koncentrationen i den resulterande lösningen är direkt relaterad till luftens relativa fuktighet. Den procentuella relativa luftfuktigheten vid 25 °C kan uppskattas, med minimalt fel i intervallet 10–30 °C, från ekvationen RH = 107,93-2,11C, där C är lösningens LiCl-koncentration i viktprocent.
Smält LiCl används för beredning av kolnanorör, grafen och litiumniobat.
Litiumklorid har visat sig ha starka akaricidegenskaper, vilket är effektivt mot Varroa destructor i populationer av honungsbin.
Litiumklorid används som ett aversivt medel i försöksdjur för att studera konditionerad platspreferens och aversion.

## Säkerhet
Litiumsalter påverkar centrala nervsystemet på olika sätt. Medan citrat-, karbonat- och orotatsalter för närvarande används för att behandla bipolär sjukdom, användes andra litiumsalter inklusive kloriden tidigare. Under en kort tid på 1940-talet tillverkades litiumklorid som ett saltsubstitut för personer med högt blodtryck, men detta förbjöds efter att de toxiska effekterna av föreningen (skakningar, trötthet, illamående) upptäckts.